# (62190) Augusthorch
(62190) Augusthorch ist ein Asteroid des mittleren Hauptgürtels, der am 26. September 2000 vom deutschen Amateurastronomen Jens Kandler an der sächsischen Volkssternwarte Drebach (IAU-Code 113) entdeckt wurde. Sichtungen des Asteroiden hatte es vorher schon am 30. Mai 1987 unter der vorläufigen Bezeichnung 1987 KV1 am Siding-Spring-Observatorium in der Nähe von Coonabarabran, New South Wales gegeben.
Die Umlaufbahn des Asteroiden um die Sonne hat mit 0,2924 eine hohe Exzentrizität.
Nach der SMASS-Klassifikation (Small Main-Belt Asteroid Spectroscopic Survey) wurde bei einer spektroskopischen Untersuchung von Gianluca Masi, Sergio Foglia und Richard P. Binzel (62190) Augusthorch der taxonomischen Klasse der C-Asteroiden zugeordnet.
(62190) Augusthorch wurde am 26. September 2007 nach dem deutschen Maschinenbauingenieur und Gründer der Automobilbauunternehmen Horch und Audi August Horch (1868–1951) benannt.